# Dobrovolný svazek obcí Jevišovicka
Dobrovolný svazek obcí Jevišovicka je dobrovolný svazek obcí v okresu Znojmo, jeho sídlem jsou Jevišovice a jeho cílem je zřízení kulturního a sportovního centra, slaďování zájmů a činnosti místních samospráv a rozvoj cestovního ruchu v mikroregionu. Sdružuje celkem 8 obcí a byl založen v roce 2002.

## Obce sdružené v mikroregionu
- Boskovštejn
- Černín
- Jevišovice
- Rozkoš
- Střelice
- Jiřice u Moravských Budějovic
- Hluboké Mašůvky
- Vevčice